# Таинственный сад (телесериал, 2010)
Secret Garden (кор. 시크릿 가든 Sikeurit Gadeun, «Таинственный сад») — популярный южнокорейский телесериал (дорама). Премьера состоялась 13 ноября 2010 года на корейском телеканале SBS, и после 20 серий показ был завершён 16 января 2011 года. Сериал выиграл несколько престижных корейских наград от 2010 SBS Drama Awards и 47th Paeksang Arts Awards.

## Сюжет
Главные герои: Киль Ра-Им (Ха Чжи Вон) и Ким Джу-Вон (Хён Бин), совершенно разные люди, живущие в двух разных мирах.
Киль Ра-Им — бойкая девушка, которая посвящает свою жизнь занятиям боевыми искусствами, строя свою карьеру в школе каскадёров. Ким Чжу Вон — наследник семейного бизнеса. Холодный, скрытный и высокомерный молодой человек, стремящийся заключить выгодный брак с женщиной из своего окружения. Они оба прекрасно осознают, что не пара друг другу, но постоянные случайные встречи помогают им лучше понять факт социального неравенство между ними.
Ещё одна история любви — Оска (Юн Сан Хён), плейбой, поп-певец, который снова набирает популярность в статусе звезды халлю, и его бывшая девушка — Юн Сыль (Ким Са Ран), которая сделала успешную режиссёрскую карьеру.
Две пары попадают в любовный квадрат, который становится всё более запутанным, когда Киль Ра-Им и Ким Джу-Вон меняются телами. Вынужденные жить жизнями друг друга, они на многое начинают смотреть иначе.

## Актёры
| Актёр        | Роль                                        |
| ------------ | ------------------------------------------- |
| Ха Дживон    | Киль Ра Им                                  |
| Хён Бин      | Ким Джу Вон                                 |
| Юн Сан Хён   | Оска                                        |
| Ким Са Ран   | Юн Сыль                                     |
| Ли Филипп    | Им Чон Су директор школы каскадёров         |
| Ли Джон Сок  | Хан Тэ Сан молодой талантливый музыкант     |
| Ю Ин На      | Им А Ён соседка Ра Им                       |
| Пак Джун Гым | мать Ким Джу-Вона                           |
| Ким Джи Сук  | мать Оски                                   |
| Ким Ми Гён   | хозяйка «Таинственного сада»                |
| Ким Сун О    | секретарь Ким Джу Вона влюблённый в Им А Ён |

## Рейтинги
| Эпизод             | Дата выхода        | Средняя доля аудитории | Средняя доля аудитории           | Средняя доля аудитории | Средняя доля аудитории           |
| Эпизод             | Дата выхода        | Рейтинг TNmS           | Рейтинг TNmS                     | Рейтинг AGB Nielsen    | Рейтинг AGB Nielsen              |
| Эпизод             | Дата выхода        | Общенациональный       | Сеульский Столичный Регион (ССР) | Общенациональный       | Сеульский Столичный Регион (ССР) |
| ------------------ | ------------------ | ---------------------- | -------------------------------- | ---------------------- | -------------------------------- |
| 01                 | 13 Ноября 2010     | 16.1 %                 | 16.5 %                           | 17.2 %                 | 18.3 %                           |
| 02                 | 14 Ноября 2010     | 15.0 %                 | 15.6 %                           | 14.8 %                 | 16.0 %                           |
| 03                 | 20 Ноября 2010     | 17.9 %                 | 18.9 %                           | 18.2 %                 | 19.8 %                           |
| 04                 | 21 Ноября 2010     | 20.0 %                 | 20.8 %                           | 21.5 %                 | 24.1 %                           |
| 05                 | 27 Ноября 2010     | 25.4 %                 | 26.3 %                           | 23.6 %                 | 25.5 %                           |
| 06                 | 28 Ноября 2010     | 25.2 %                 | 25.6 %                           | 20.9 %                 | 22.9 %                           |
| 07                 | 4 Декабря 2010     | 24.2 %                 | 24.7 %                           | 22.2 %                 | 24.1 %                           |
| 08                 | 5 Декабря 2010     | 24.6 %                 | 24.8 %                           | 22.3 %                 | 24.3 %                           |
| 09                 | 11 Декабря 2010    | 27.0 %                 | 27.8 %                           | 24.7 %                 | 27.0 %                           |
| 10                 | 12 Декабря 2010    | 28.0 %                 | 28.7 %                           | 25.1 %                 | 27.5 %                           |
| 11                 | 18 Декабря 2010    | 27.0 %                 | 28.2 %                           | 23.7 %                 | 25.3 %                           |
| 12                 | 19 Декабря 2010    | 28.2 %                 | 29.2 %                           | 24.7 %                 | 27.3 %                           |
| 13                 | 25 Декабря 2010    | 24.4 %                 | 25.0 %                           | 22.1 %                 | 23.3 %                           |
| 14                 | 26 Декабря 2010    | 26.5 %                 | 27.1 %                           | 24.1 %                 | 26.1 %                           |
| 15                 | 1 Января 2011      | 23.0 %                 | 29.3 %                           | 26.6 %                 | 29.5 %                           |
| 16                 | 2 Января 2011      | 23.9 %                 | 29.9 %                           | 26.9 %                 | 29.9 %                           |
| 17                 | 8 Января 2011      | 23.8 %                 | 30.0 %                           | 28.1 %                 | 30.5 %                           |
| 18                 | 9 Января 2011      | 27.4 %                 | 34.1 %                           | 30.6 %                 | 33.0 %                           |
| 19                 | 15 Января 2011     | 29.1 %                 | 35.0 %                           | 33.0 %                 | 35.3 %                           |
| 20                 | 16 Января 2011     | 31.4 %                 | 38.6 %                           | 35.2 %                 | 37.9 %                           |
| Средние показатели | Средние показатели | 24.4 %                 | 26.8 %                           | 24.3 %                 | 26.9 %                           |

Синим цветом отмечены самые низкие показатели рейтинга, красным цветом — наивысшие.